# Polana (Karkonosze)

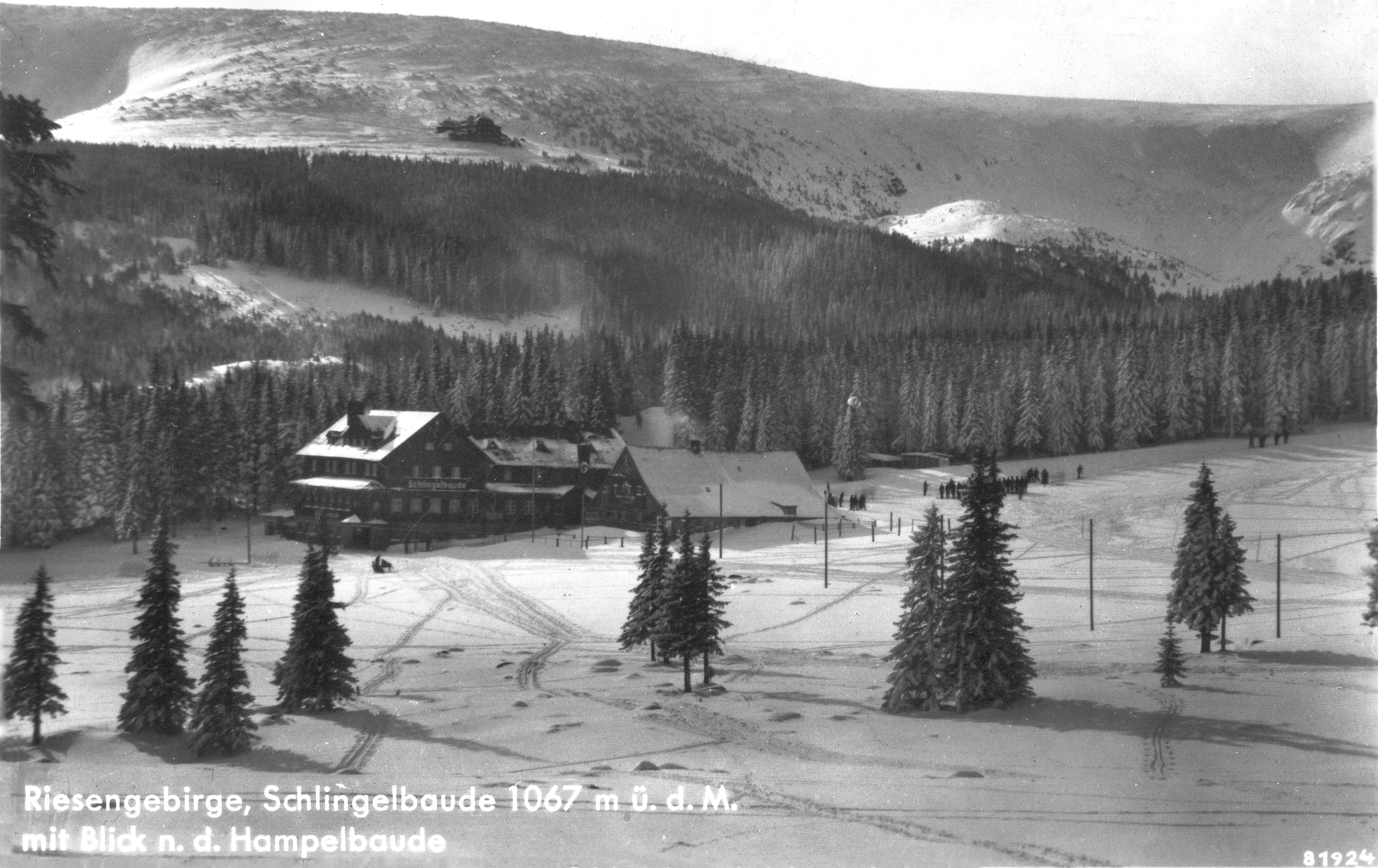
Schronisko im. Bronka Czecha na Starej Polanie

Polana, także Stara Polana – duża polana w Karkonoszach na Śląskim Grzbiecie na północno-wschodnim zboczu Smogorni. Położona jest na granicy Karkonoskiego Parku Narodowego. Położona jest na wysokości 1050 – 1100 m n.p.m., a jej powierzchnia wynosi ok. 10 hektarów.
Polana położona jest w widłach potoków Pląsawy.
W górnej części Polany znajduje się grupa granitowych skał zwana Kocim Zamkiem

## Historia
Wczesne osadnictwa na Polanie pochodzą z XVII wieku, kiedy istniała tu osada kurzacka. W późniejszym okresie zamieszkiwali tu pasterze, którzy wybudowali kilka bud. Ponieważ przez Polanę prowadziła popularna trasa na Śnieżkę, z czasem zmieniło się przeznaczenie bud, które stały się schroniskami turystycznymi. Najstarsza buda (Schlingelbaude) została wybudowana w roku 1670. Przed II wojną światową przez Polanę przechodziły trasy narciarskie ze Słonecznika do Karpacza. Po II wojnie światowej Schlingelbaude została przejęta najpierw przez YMCA, a w roku 1951 przez PTTK, które przemianowało ją na schronisko im. Bronka Czecha, dysponujące 100 miejscami noclegowymi. Spłonęło w grudniu 1966, na tym miejscu zbudowano miejsce odpoczynku.

## Szlaki turystyczne
- z Karpacza Górnego do schroniska Samotnia
- z Borowic na Słonecznik
- ze Słonecznika do Świątyni Wang[3]